# 蓝庭辉
蓝庭辉（1913年—1983年），也写作兰廷辉、兰庭辉，男，福建汀州上杭县庐丰乡人。中华人民共和国军事人物，中国人民解放军少将。

## 生平
1929年参加中国工农红军，同年加入共青团。1930年加入中国共产党。第一次国共内战时期，历任红四军补充大队大队长、团特务连连长、师特务连政委、营部文书、团部文书、团部书记等职。经历了长征。抗日战争时期，历任八路军连政委，苏鲁豫支队教导队政治教导员，八路军115师教导旅政治部组织科长、旅司令部作战科长。还参加了平型关等战役。后在解放战争中任历任嫩江军区参谋长，齐齐哈尔城防司令员，辽东军区第九师副师长、副政委，东北野战军独立第三师代理政委、中国人民解放军第四野战军南下工作团总务部政委等职。
建国后，任五十二军二一四师师政委。1952年参加朝鲜战争，任中国人民志愿军师政委。后任铁道工程第七师师长、中国人民解放军铁道兵副军长，铁道兵司令部副参谋长、铁道兵副司令员。1955年获大校军衔，1961年升为少将。获三级八一勋章、二级独立自由勋章、二级解放勋章。

曾为第四届、第五届全国人大代表。全国政协第六届政协委员。
1983年9月因病去世。